# All Out (2020)
All Out (2020) est un Pay-per-view de catch (lutte professionnelle) produit par la promotion américaine All Elite Wrestling (AEW). L'événement a eu lieu le 5 septembre 2020 au Daily's Place à Jacksonville (Floride). Il s'agit de la seconde édition de All Out.
825 billets étaient disponibles pour l'événement, les responsables de All Elite Wrestling et du comté de Duval ayant accepté d'autoriser les spectateurs à tous les événements organisés à Place de Daily's, ce qui représente 15% de la capacité du site de 5500.

## Contexte
Les spectacles de la All Elite Wrestling (AEW) sont constitués de matchs aux résultats prédéterminés par les scénaristes de la compagnie. Ces rencontres sont justifiées par des storylines – une rivalité entre catcheurs, la plupart du temps – ou par des qualifications survenues dans les shows de la AEW. Tous les catcheurs possèdent un gimmick, c'est-à-dire qu'ils incarnent un personnage gentil (Face) ou méchant (Heel), qui évolue au fil des rencontres. Un événement comme All Out est donc un événement tournant pour les différentes storylines en cours.

## Tableau des matchs
| Ordre par numéros | Résultat | Stipulation(s) | Temps |
| --- | --- | --- | ----- |
| 1P | Joey Janela (avec Sonny Kiss) bat Serpentico (avec Luther) | Match simple | 7:35  |
| 2P | Private Party (Isiah Kassidy et Marq Quen) battent The Dark Order (Alex Reynolds et John Silver)                                                                                          | Tag Team match | 10:25 |
| 3 | Big Swole bat DrBritt Baker D.M.D. (avec Rebel) | Tooth and Nail match | 10:00 |
| 4 | The Young Bucks (Matt et Nick Jackson) battent Jurassic Express (Jungle Boy et Luchasaurus) (avec Marko Stunt)                                                                            | Tag Team match | 14:50 |
| 5 | Lance Archer remporte la 21-Man Casino Battle Royal en éliminant en dernier Eddie Kingston                                                                                                | 21-Man Casino Battle Royal Le vainqueur aura une opportunité pour le AEW World Championship.                                  | 22:15 |
| 6 | Matt Hardy bat Sammy Guevara | Broken Rules match Si Matt Hardy perd, il doit quitter l'AEW.                                                                 | 9:00  |
| 7 | Hikaru Shida (c) bat Thunder Rosa | Match simple pour le AEW Women's World Championship                                                                           | 17:00 |
| 8 | Matt Cardona, Scorpio Sky et The Natural Nighmares (Dustin Rhodes et QT Marshall) (avec Allie et Brandi Rhodes) battent The Dark Order (Brodie Lee, Colt Cabana, Evil Uno et Stu Grayson) | 8-Man Tag Team match | 15:10 |
| 9 | FTR (Cash Wheeler et Dax Harwood) (avec Tully Blanchard) battent "Hangman" Adam Page et Kenny Omega (c)                                                                                   | Tag Team match pour les AEW World Tag Team Championship                                                                       | 29:40 |
| 10 | Orange Cassidy bat Chris Jericho | Mimosa Mayhem match Le match peut être gagné par tombé, soumission ou lorsqu'un catcheur est jeté dans un réservoir de mimosa | 15:15 |
| 11 | Jon Moxley (c) bat MJF (avec Wardlow) | Match simple pour le AEW World Championship Jon Moxley n'est pas autorisé à utiliser son Paradigm Shift.                      | 23:40 |
| La lettre C placée entre parenthèses désigne la personne ou l’équipe championne en titre. P – indique que le match a eu lieu lors du pré-show | | |       |

### Participants et éliminations du 21-Man Casino Battle Royale
| Tirage      | Participant        | Ordre d'élimination | Éliminé par      | Éliminations |
| ----------- | ------------------ | ------------------- | ---------------- | ------------ |
| Trèfle (♣)  | Trent?             | 9                   | Lance Archer     | 1            |
| Trèfle (♣)  | Cristopher Daniels | 2                   | Jake Hager       | 0            |
| Trèfle (♣)  | Jake Hager         | 6                   | Sonny Kiss       | 1            |
| Trèfle (♣)  | The Blade          | 1                   | Will Hobbs       | 0            |
| Trèfle (♣)  | Rey Fénix          | 4                   | Darby Allin      | 0            |
| Carreau (♦) | Frankie Kazarian   | 12                  | The Butcher      | 1            |
| Carreau (♦) | Will Hobbs         | 16                  | Lance Archer     | 1            |
| Carreau (♦) | Chuck Taylor       | 5                   | Ortiz et Santana | 0            |
| Carreau (♦) | Santana            | 8                   | Trent?           | 1            |
| Carreau (♦) | Ortiz              | 10                  | Lance Archer     | 1            |
| Cœur (♥)    | Billy              | 3                   | Brian Cage       | 0            |
| Cœur (♥)    | Penta El Zero M    | 11                  | Frankie Kazarian | 0            |
| Cœur (♥)    | Ricky Starks       | 13                  | Darby Allin      | 0            |
| Cœur (♥)    | Brian Cage         | 17                  | Lance Archer     | 3            |
| Cœur (♥)    | Darby Allin        | 14                  | Brian Cage       | 2            |
| Pique (♠)   | Shawn Spears       | 15                  | Matt Sydal       | 0            |
| Pique (♠)   | Eddie Kingston     | 20                  | Lance Archer     | 1            |
| Pique (♠)   | The Butcher        | 18                  | Matt Sydal       | 1            |
| Pique (♠)   | Sonny Kiss         | 7                   | Brian Cage       | 1            |
| Pique (♠)   | Lance Archer       | —                   | Vainqueur        | 5            |
| Joker       | Matt Sydal         | 19                  | Eddie Kingston   | 2            |

## Liens Externes
- Site officiel de la AEW